# Ella Harper
Ella Harper (5 de enero de 1870 – 19 de diciembre de 1921), conocida profesionalmente como La Niña Camello, fue una artista de circo que nació con una condición ortopédica muy rara que hizo que sus rodillas se doblaran hacia atrás, llamada Genu recurvatum. Su preferencia de caminar a cuatro patas resultó en su apodo "Niña Camello". En 1886 apareció como estrella en el circo Nickel Plate de WH Harris, apareciendo en los periódicos donde quiera que el circo visitara. El reverso de su carta de presentación dice: Me llaman la chica camello porque mis rodillas giran hacia atrás. Puedo caminar mejor sobre mis manos y mis pies a la vez como me miras en la foto. Viajé considerablemente en el mundo del espectáculo durante los últimos cuatro años y ahora, esto es 1886 y tengo la intención de dejar el negocio del espectáculo y posteriormente ir a la escuela y prepararme para otra Ocupación.
"Harper recibía un salario de 200 dólares por semana, lo que probablemente le abrió nuevas puertas.
Según un periodista, Harper regresó a su condado de Sumner natal en Tennessee y vivió allí con su madre y su sobrina según el censo de 1900. El 28 de junio de 1905 se casó con Robert L. Savely. En 1906 dio a luz una niña llamada Mabel E. que murió el mismo año. En 1918 el matrimonio adoptó una niña llamada Jewel, pero murió a los tres meses. En 1920 ella y su esposo vivían en Nashville. Murió de cáncer colorrectal el 19 de diciembre de 1921 a los 51 años.